# Кожевниково (Торжокский район)
Коже́вниково — деревня в Торжокском районе Тверской области в 30 км к югу от районного центра Торжок. На начало 2008 года население — 37 жителей. Относится к Высоковскому сельскому поселению. Рядом с Кожевниково исчезающие деревни Великоселье и Заболотье.

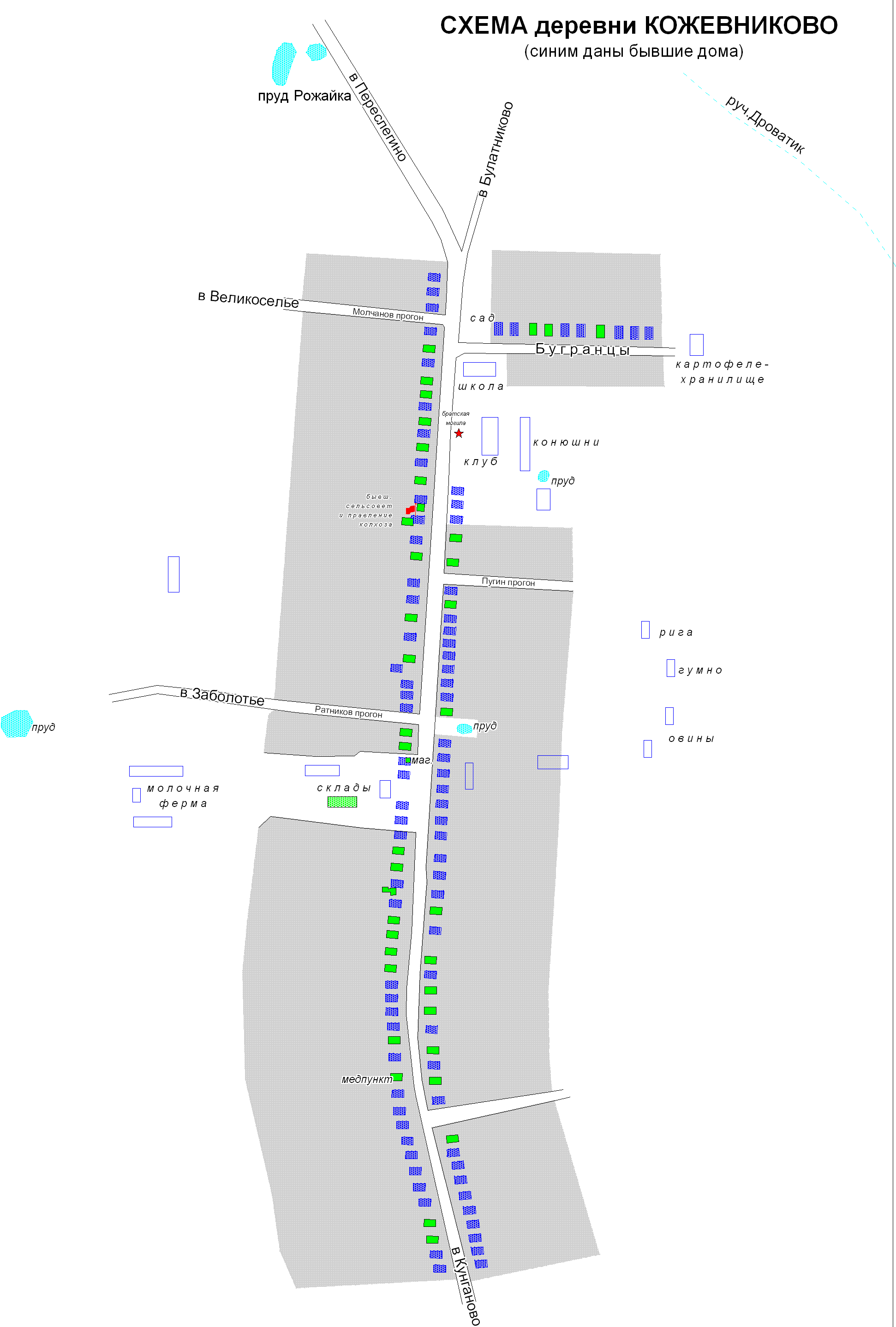
Схема деревни Кожевниково

В XIX веке была казённой деревней (в XVIII веке — монастырской), поэтому некоторое время называлось Вольно-Кожевниково,
так как недалеко была деревня «Барское» Кожевниково (ныне деревня Кожевниково Берновского СП Старицкого района). В 1859 году было 42 двора, 453 жителя. В конце XIX века относилась к приходу села
Кунганова Дарской волости Старицкого уезда. По переписи 1920 г. население деревни — 564 жителя. В 1930 году был организован колхоз «Красный строитель», в деревне были начальная школа, клуб. В 1939 году дер. Вольно-Кожевниково — центр сельсовета Высоковского района Калининской области, 110 домов, 500 жителей. В 1941 году 27.10 оккупирована немецко-фашистскими войсками, освобождена 23.12.1941. Эти два месяца деревня была прифронтовой (немцы продвинулись всего на 5 км к северу и были остановлены), жители были выгнаны из деревни, много домов сгорело. В 70-80-е годы в Кожевниково было отделение совхоза «Высокое». В 1996 году в деревне 22 хозяйства, 46 жителей.
После постройки в 1874 году железной дороги «Торжок — Ржев» началась практика строительного отхода крестьян д. Кожевниково (как и многих окрестных) в Санкт-Петербург. Большинство отходников специализировались как каменщики. После окончания сезона (апрель-октябрь) строители возвращались в деревню, но со временем, особенно в 1-й половине XX века, большинство осело в Петербурге-Ленинграде. Сейчас там потомков выходцев из Кожевниково много больше, чем осталось
жителей в деревне.

## Примечания

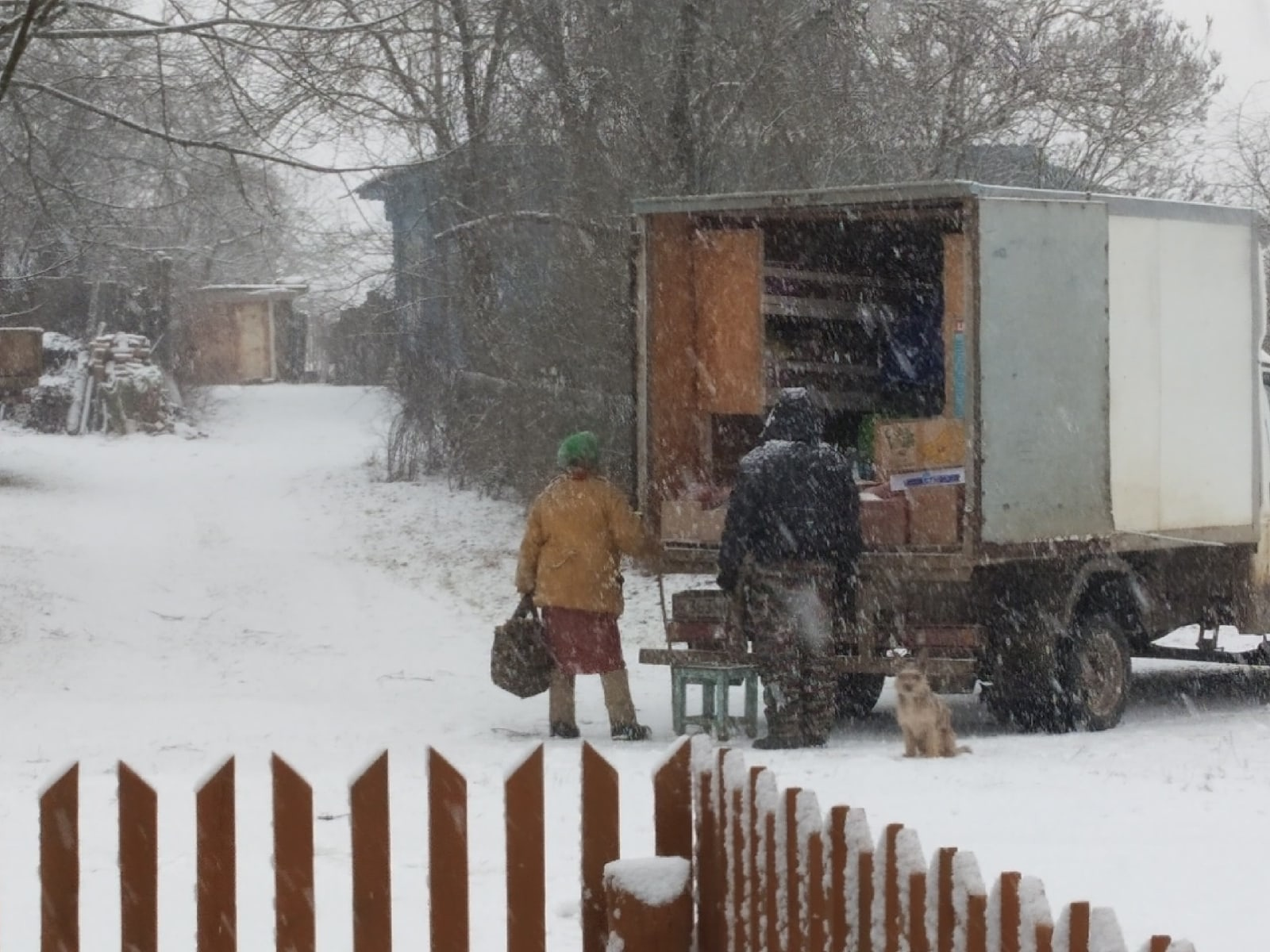